# La trampa (película de 1994)
La trampa es una película uruguaya de 1994. Dirigida por Ricardo Islas y Julio Porley, es un film de suspenso protagonizado por Gustavo Gomensoro y Sara Bessio.

## Sinopsis
La flamante esposa, tras mudarse a la casona de su marido, se entera de secretos que hasta entonces él no le había confesado; entre ellos, el tener encerrado a su hermano enfermo en el altillo. El clima se enrarecerá tanto que la mujer comenzará a sospechar si su esposo no es, en realidad, el hermano enfermo.